# Maik Schulz
Maik Schulz (* 10. Januar 1968) ist ein ehemaliger deutscher Fußballspieler. Von 1989 bis 1991 spielte er bei der BSG Stahl Eisenhüttenstadt und deren Nachfolger Eisenhüttenstädter FC Stahl in der DDR-Oberliga, der höchsten Spielklasse des Fußball-Verbandes der DDR. 
1974, mit sechs Jahren, wurde Schulz in die Kindermannschaft der Betriebssportgemeinschaft (BSG) Stahl Eisenhüttenstadt aufgenommen. 1978 gehörte er zum Kader der Bezirksauswahl Frankfurt (Oder), Altersklasse 10/11. Zur Saison 1987/88 wurde Schulz, inzwischen zum Schlosser ausgebildet, als Stürmer in das Aufgebot der DDR-Ligamannschaft der BSG Stahl aufgenommen. In seiner ersten Saison in der zweitklassigen DDR-Liga bestritt er 13 Punktspiele, ohne ein Tor zu erzielen. Ein Jahr später gehörte er mit zehn Punktspieltoren zu den treffsichersten Spielern der Stahlmannschaft, für die er in seiner zweiten Ligasaison 29 der 34 ausgetragenen Punktspiele absolvierte. Stahl Eisenhüttenstadt beendete die Saison 1988/89 als Aufsteiger in die DDR-Oberliga. 
Die beiden folgenden Oberligaspielzeiten verliefen für den 1,76 m großen Schulz unglücklich. Nachdem er bis zum März 1990 16 Spieltage hintereinander als Angreifer aufgeboten worden war, erlitt er eine schwere Knieverletzung, die ihn zu einer Spielpause bis zum Februar 1991 zwang. So kam er 1990/91 nur auf vier Punktspieleinsätze, und er verpasste auch das letzte Endspiel um den DDR-Fußballpokal, in dem seine Mannschaft – nun als Eisenhüttenstädter FC Stahl antretend – mit 0:1 gegen den letzten DDR-Fußballmeister Hansa Rostock verlor. Sein letztes Spiel im höherklassigen Fußball bestritt Schulz am 30. Juli 1991 im DFB-Supercup-Spiel FC Stahl gegen Werder Bremen als linker Mittelfeldspieler. Mit einer 0:1-Niederlage verabschiedete er sich vom Leistungssport. Innerhalb von vier Spielzeiten hatte er für Eisenhüttenstadt 61 Punktspiele absolviert, in denen er zwölfmal mit Toren erfolgreich war.